# Bermuda op de Olympische Zomerspelen 2020
Bermuda nam deel aan de Olympische Zomerspelen 2020 in Tokio, Japan. De selectie bestond uit twee atleten, actief in twee verschillende disciplines. Bermuda wist zijn eerste gouden medaille ooit te behalen. Triatlete Flora Duffy won op 26 juli de triatlon.

## Medailleoverzicht
| Sport    | Olympiër(s) | Onderdeel | Medaille |
| -------- | ----------- | --------- | -------- |
| Triatlon | Flora Duffy | vrouwen   | Goud     |

## Atleten
Hieronder volgt een overzicht van de atleten die zich hebben verzekerd van deelname aan de Olympische Zomerspelen 2020.
| sport    | mannen | vrouwen | totaal |
| -------- | ------ | ------- | ------ |
| Roeien   | 1      | 0       | 1      |
| Triatlon | 0      | 1       | 1      |
| totaal   | 1      | 1       | 2      |

## Sporten

### Paardensport

#### Dressuur
| ruiter            | paard     | onderdeel   | Grand Prix   | Grand Prix   | Grand Prix Special | Grand Prix Special | Grand Prix Freestyle | Grand Prix Freestyle | totaal       | totaal       |
| ruiter            | paard     | onderdeel   | score        | rang         | score              | rang               | technisch            | artistiek            | score        | rang         |
| ----------------- | --------- | ----------- | ------------ | ------------ | ------------------ | ------------------ | -------------------- | -------------------- | ------------ | ------------ |
| Annabelle Collins | Joyero VG | individueel | niet gestart | niet gestart | niet gestart       | niet gestart       | niet gestart         | niet gestart         | niet gestart | niet gestart |

Annabelle Collins plaatste zich voor de spelen van Tokio via de individuele FEI individuele rankings. Dit ticket werd later ingetrokken omwille van een blessure van haar paard Joyero. Met het nieuwe paard Chuppy Checker werden de minimale toelatingseisen niet behaald.

### Roeien
Mannen
| atleet        | onderdeel | series  | series | herkansingen | herkansingen | kwartfinale | kwartfinale | halve finale | halve finale | finale  | finale |
| atleet        | onderdeel | tijd    | rang   | tijd         | rang         | tijd        | rang        | tijd         | rang         | tijd    | rang   |
| ------------- | --------- | ------- | ------ | ------------ | ------------ | ----------- | ----------- | ------------ | ------------ | ------- | ------ |
| Dara Alizadeh | skiff     | 7.34,96 | 4 H    | 7.5,90       | 2 KF         | 7.35,73     | 5 HC/D      | 7.11,14      | 3 FC         | 7.09,91 | 6      |

Legenda: FA=finale A (medailles); FB=finale B (geen medailles); FC=finale C (geen medailles); FD=finale D (geen medailles); FE=finale E (geen medailles); FF=finale F (geen medailles); HA/B=halve finale A/B; HC/D=halve finale C/D; HE/F=halve finale E/F; KF=kwartfinale; H=herkansing

### Triatlon
Vrouwen
| atleet      | onderdeel | tijd    | rang |
| ----------- | --------- | ------- | ---- |
| Flora Duffy | vrouwen   | 1:55.36 | Goud |